# Бірманська Зірка
Бірманська зірка — державна військова нагорода Великої Британії і Країн Співдружності в період Другої світової війни. Заснована 8 травня 1945 р. (спочатку в 1943 році) за поданням прем'єр-міністра В. Черчилля (1940—1945 рр.), першого лорда казначейства та міністра оборони за велінням Його Величності, в честь перемоги союзних військ над країнами гітлерівської коаліції.
Основна маса вручення відбулася відразу після закінчення Другої світової війни (2 вересня 1945 р.).
Є однією з восьми нагородних зірок періоду Другої світової війни.

## Історія
Бірманська зірка вручалася за заслуги військовим-учасникам Бірманської військової компанії в період між 11 грудня 1941 року по 2 вересня 1945 року. Бірманська зірка вручалася також за заслуги учасникам бойових дій:
- у Гонконзі – з 26 грудня 1941 року по 2 вересня 1945 року;
- у Китаї та Малайзії — з 16 лютого 1942 року по 2 вересня 1945 року;
- на Суматрі — з 24 березня 1942 року по 2 вересня 1945 року.
- у Бенгальській затоці — з 11 грудня 1941 року по 2 вересня 1945 року.
- Ассамі і Бенгалії — з 1 травня 1942 по 2 вересня 1945 року.

Учасникам бойових дій Другої світової війни в Китаї, Гонконгу, Малайзії і на Суматрі після грудня 1941 року, але до зазначених вище періодів вручалася Тихоокеанська Зірка.

Нагородні правила не передбачали нагородження Тихоокеанської Зіркою тих військових, які були представлені до нагородження Бірманською Зіркою, проте в подальшому була передбачена металева накладка на стрічку нагороди, що вказувала на заслуги, рівні нагородження Тихоокеанської Зіркою.
Для отримання нагороди були встановлені наступні нормативи для перебування в даних районах при умовах вищевказаних термінів:
1) Для військовослужбовців армії — 1 день і більше оперативної служби.
2) Для військовослужбовців авіаційних частин — 1 і більш оперативних або бойових вильотів.
3) Для моряків військового і торгового флоту — 6 місяців дислокації в Бенгальській затоці (в разі поранення, каліцтва або смерті нагорода видавалася без урахування часу проходження служби).
Крім зірки за Другу світову війну «BURMA», засновано було ще 7 таких зірок (так само 8 травня 1945 року), але з іншими написами і колірним оформленням стрічок.
При повторному нагородженню замість повторної Зірки видавалася застібка з написом «PACIFIC» (укр. переклад ТИХИЙ ОКЕАН"). Зірка за Другу світову війну «Бірма» («Бірманська Зірка») є однією з почесних нагород Великої Британії періоду Другої світової війни.

## Ступені
Бірманська Зірка мала один ступінь.

## Опис

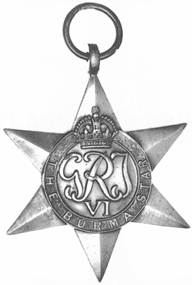
Знак нагороди

Шестипроменева бронзова зірка висотою 44 і шириною 38 міліметрів. Промені зірки прямі, загострені, двогранні. В центрі знаходиться круглий медальйон з широкою каймою. У медальйоні королівська монограма Георга VI «GRI VI» (Georg VI Reg Imperator) коронована королівською короною. У каймі напис: «THE BURMA STAR».
 Стрічка темно-червоного кольору з широкими чорними смужками по краях, обтяженими золотою рівновеликою смугою по центру. Кольори стрічки — помаранчевий (сонце), червоний і синій (Британська Співдружність). Колірна гамма стрічки розроблена Його Величністю королем Великої Британії Георгом VI (1936—1952 рр.).